# Don't Grow Up
Pour les articles homonymes, voir Alone.
Pour plus de détails, voir Fiche technique et Distribution.
Don't Grow Up ou Alone est un film fantastique horrifique franco-espagnol réalisé par Thierry Poiraud, sorti en 2015.

## Synopsis
Bastian, Pearl, Liam, May, Shawn et Thomas sont six adolescents vivant dans un foyer pour adolescents en difficulté. Ils se retrouvent seuls un matin lorsque leur surveillant, après être parti dans la nuit en voiture, ne semble pas vouloir revenir. Après un moment passé dans le foyer à errer et à boire un peu, ils décident de rejoindre la ville pour aller au supermarché voler des bières, grâce à la clef que possède May, qui y travaille. 

Arrivés en ville, ils constatent qu'il n'y a personne en ville, ils se séparent, Liam, qui s'autoproclame chef du groupe, Shawn et Thomas vont aller chercher des bières, tandis que May, la petite amie de Liam, Pearl et Bastian les attendent un peu plus loin. Au supermarché, seuls Liam et Shawn rentrent, Thomas restant devant. Liam trouve une arme à feu et Shawn entend un message d'évacuation au téléphone qui était décroché. Liam dit que ce n'est pas grave et les deux adolescents prennent des bières. C'est là que Thomas se fait mortellement agresser par un homme devant le supermarché. L'homme visiblement surexcité entre dans le supermarché. Liam, apeuré, lâche l'arme que récupère Shawn. Ils réussissent à prendre la fuite. Pendant ce temps, Bastian a entendu un bruit intrigant dans l'immeuble d'à côté et décide d'y pénétrer. Les deux filles se disputent et se séparent, May arrive près d'un escalier qui descend et entend elle aussi un bruit. En descendant, elle retrouve leur surveillant mal en point, qui rapidement l'agresse et la blesse au bas ventre avec un morceau de verre. May réussit à s'échapper. Bastian dans l'immeuble, tombe sur une petite fille dans une pièce, dans les bras de sa mère, toutes les deux assises par terre, la mère est inconsciente. La petite semble avoir peur et Bastian ne peut entrer dans la pièce, car la porte est bloquée et ne peut s'ouvrir complètement. Il essaye de rassurer la petite, mais cette dernière lui répond que les adultes sont méchants. Sur ce, les yeux de la mère semblent se révulser, elle se réveille en gémissant et rapidement tue sa fille dans un accès de folie. Bastian s'enfuit.

Les cinq adolescents se retrouvent quand une voiture débarque tant bien que mal avec un enfant au volant, répondant au nom de Harry. Liam prend le volant et ils partent à vive allure. Harry leur apprend alors que tous les adultes sont contaminés par un mal mystérieux et ne touchant qu'eux, et ce que les adolescents viennent de vivre corroborent cela. Les jeunes ensuite tombent sur une voiture de police et un homme à terre, bougeant encore, mais qui se révèle en fait armé et atteint du mal des adultes. Ce dernier tire sur la voiture, qui crève, on peut voir au même moment que Shawn a du sang au niveau d'une oreille. La voiture s'arrête par la force des choses. Harry sort, armé du flingue qu'avaient récupéré les adolescents, tue le "zombie", et braque alors l'arme vers le reste du groupe et surtout Shawn en disant qu'il est comme eux. Harry prend la fuite. Les cinq adolescents sont livrés à eux-mêmes et partent à pied. Ils tombent sur une maison récemment abandonnée. Liam passe la nuit seul dans son coin, après que Shawn lui a dit qu'il ne pensait qu'à lui. Ce dernier reste au côté de May, dont l'état s'aggrave légèrement avec sa plaie ouverte au bas-ventre. Bastian et Pearl passent la nuit dans le même lit, même si Bastian a repoussé Pearl, à cause d'un traumatisme causé dans sa tendre enfance par une dispute de ses parents qu'il se remémore par flashbacks. On apprend plus tard dans le film et après quelques flashbacks, qu'en fait son père alcoolique le battait et que sa mère s'est interposée avec un fusil et que dans la dispute, où s'est mêlé Bastian, un coup de feu est parti pour atteindre la petite sœur de Bastian. Bastian se sent coupable de la mort de sa sœur.

Au petit matin, Shawn semble de plus en plus fébrile et agressif, faisant d'ailleurs peur à May. Il la traîne jusqu'à la voiture et monte avec elle. Bastian, réveillé, voit Shawn emmener May. Il descend en trombe, réveille Liam au passage pour ensuite rejoindre la voiture. Dans l'intervalle, Shawn s'énerve et frappe à plusieurs reprises la tête de May contre le tableau de bord de la voiture. Liam, armé, Bastian et Pearl arrivent à la voiture. Shawn semble à bout de nerfs et demande à Liam de le tuer. Incapable de le faire, c'est Bastian qui tue Shawn avec l'arme à feu. Les quatre adolescents se retrouvent sur la route, en voiture, avec May, qui en fait ne survit pas.
Ils décident d'improviser une cérémonie basique dans un endroit semi-désertique en l'honneur de leur amie. C'est là qu'ils se font tirer dessus par un groupe de jeunes, menés par Harry, qui subtilisent la voiture. Liam, touché mortellement, donne un papier à Bastian où est noté l'adresse de son père, qui possède un bateau pour rejoindre le continent. Bastian et Pearl se retrouvent seuls après une deuxième cérémonie sommaire où ils laissent les corps de leurs deux amis côte à côte. Ils se mettent alors en route, à pied et sans rien. À bout de forces, ils tombent sur une caravane abandonnée. Ils reprennent des forces et passent la nuit ensemble, se révélant leurs sentiments mutuels. Le lendemain, Pearl fait une surprise à Bastian, en lui montrant un lac, où les deux jeunes se baignent, jusqu'à ce qu'ils découvrent des corps flottant. En rentrant à la caravane, celle-ci est visitée par trois jeunes dont un est armé. Ce dernier et un autre jeune prennent la fuite, laissant leur troisième acolyte, une jeune fille, qui se révèle tranquille et inoffensive, puisqu'elle attendait patiemment assise en dehors de la caravane. Les désormais trois jeunes se remettent en route vers là où habite le père de Liam.
Ils arrivent à une ville, véritable brasier géant, où les rares jeunes, organisés, déciment les adultes contaminés. Les trois jeunes sont pris à partie par le premier groupe qu'ils croisent, car ce dernier est persuadé qu'ils sont adultes. Là, ils prennent la fuite et trouvent la villa du père de Liam en bord de mer, qui en fait n'est qu'une spacieuse cabane et encore ! À l'intérieur, la petite fille prend peur, car Bastian a l'oreille gauche qui saigne, premier signe de contamination. Pearl la rassure et tombe dans les bras de Bastian. Bastian se dit, après avoir regardé des photos, que le bateau doit être encore là. Après une rapide recherche, ils le trouvent. Bastian fait monter Pearl et la petite et pousse le bateau. Pearl crie à Bastian de venir, qui, se sachant contaminé, décide de rester sur la plage. Là, Bastian prend une balle de la part de ce qui semble être le chef du groupe qui n'avait pas arrêté de les rechercher. Il s'effondre sous les yeux de Pearl et de la petite, déjà loin au large.

Le film se termine sur des images d'archives du centre où étaient les six adolescents et où ils évoquaient chacun leurs rêves d'avenir, avant de revenir sur le bateau avec Pearl et la petite fille...

## Fiche technique
- Titre original : Don't Grow Up
- Titre français : Alone
- Réalisation : Thierry Poiraud
- Scénario : Marie Garel-Weiss
- Décors : Mani Martínez
- Costumes : Angélica Muñoz
- Montage : Stéphane Elmadjian
- Musique : Jesús Diaz et Fletcher Ventura
- Photographie : Mathias Boucard
- Son : Alayn Crespo, Fabiola Ordoyo et Natxo Ortuzar
- Production : Raphaël Rocher et Jérôme Vidal ; Ibon Cormenzana et Ignasi Estape (production étrangère)
- Sociétés de production : Noodles Production et Capture the Flag Films ; Arcadia Motion Pictures et Inti Entertainment  (productions étrangères) ; Orange Studio (coproduction)
- Sociétés de distribution : Condor Distribution (France)
- Pays de production :  France,  Espagne
- Langue originale : anglais
- Genre : fantastique horrifique
- Durée : 81 minutes
- Dates de sortie[1] : 
  - Royaume-Uni : 8 octobre 2015 (Festival du film de Londres)
  - France : 31 octobre 2015 (Festival Nantes Utopiales)
  - Espagne : 11 mars 2016
- Film interdit aux moins de 12 ans

## Distribution
- Fergus Riordan (en) (VF : Clément Cruveiller) : Bastian
- Madeleine Kelly (VF : Laura Steyeart)  : Pearl
- McKell David (VF : Axel Pech)  : Liam
- Darren Evans (VF : Julien Sainte-Marthe)  : Shawn
- Natifa Mai : May
- Diego Méndez (VF : Senam Agodey)  : Thomas
- Dominique Baute : Bastian, enfant
- Daniela Jerez : la petite sœur de Bastian
- David Ojeda : Tom

Version Française
- Société de doublage : Audioprojects
- Direction Artistique : Michaël Cermeno
- Adaptation et dialogues : Michaël Cermeno
- Mixage : Figtree Studios

Source et légende : Version française (VF) sur carton du doublage français

## Production
Tournage
Le tournage a eu lieu à Tenerife dans les Îles Canaries.

### Documentation
- Dossier de presse Don’t Grow Up